# Familie Feuerstein

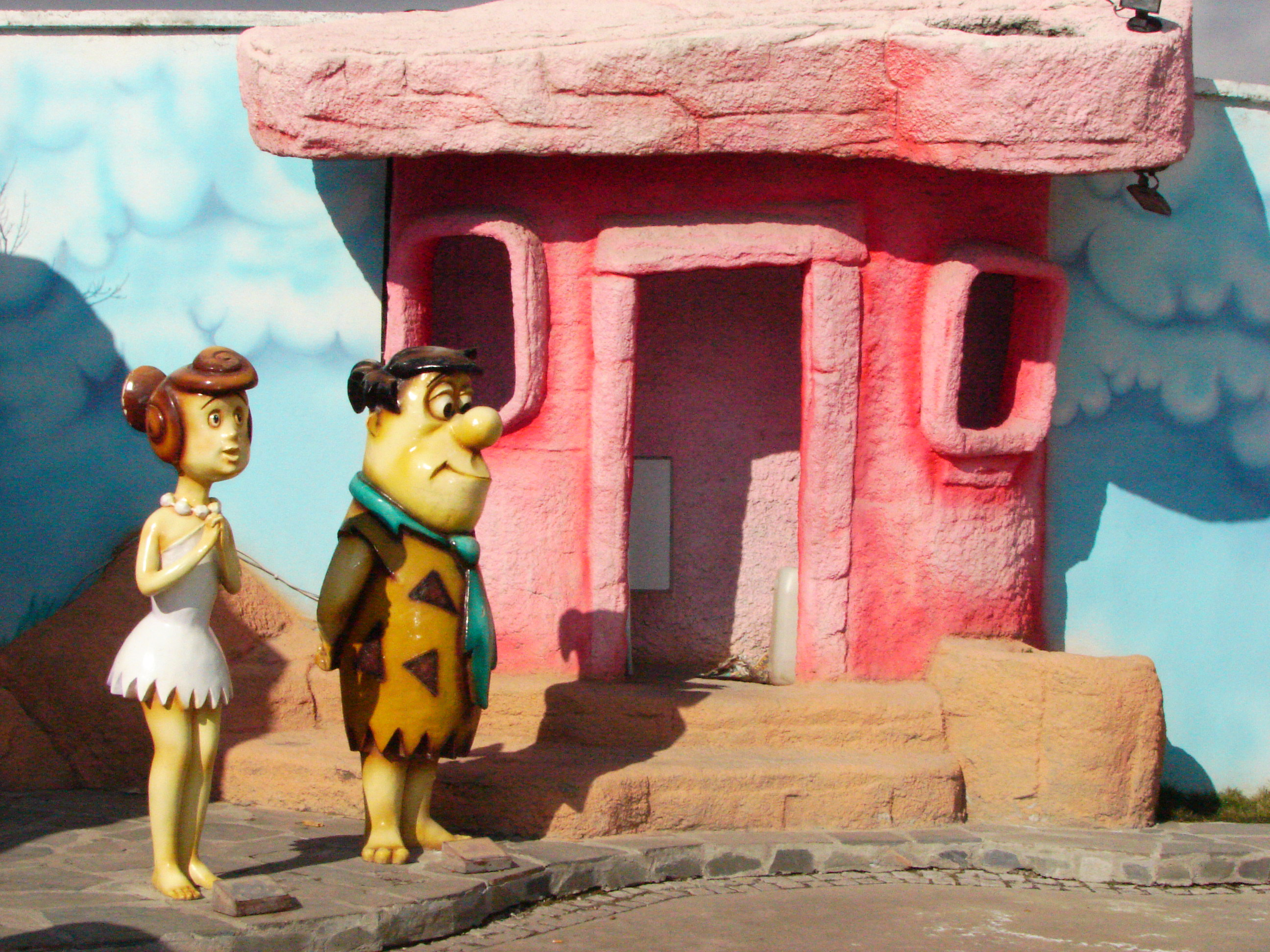
Wilma und Fred Feuerstein in einem Vergnügungspark in Ankara

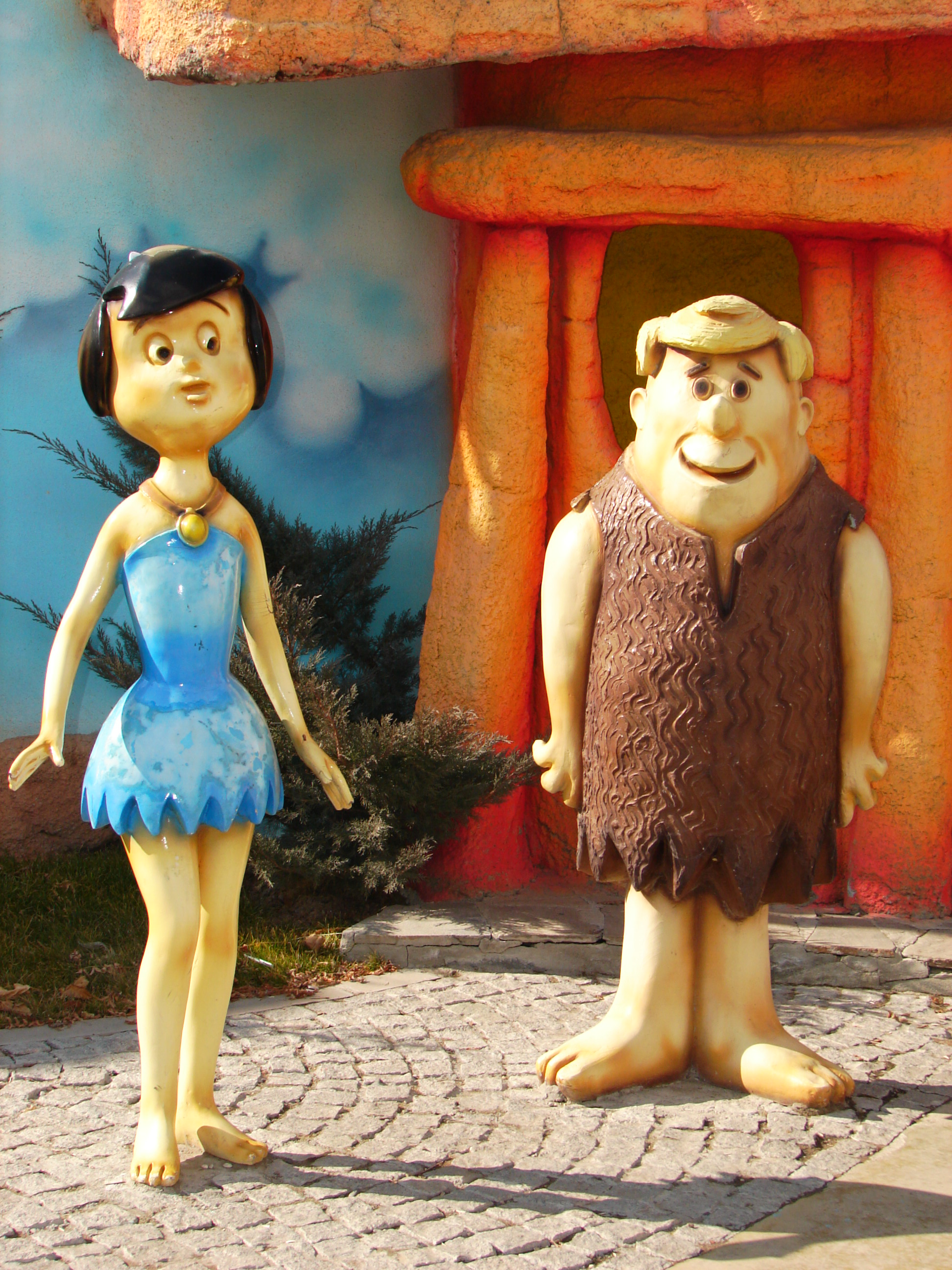
Betty und Barney Geröllheimer

Familie Feuerstein (englisch The Flintstones; wörtlich übersetzt: Die Feuersteins) ist eine US-amerikanische, von Hanna-Barbera produzierte Zeichentrickserie. Lange Zeit galt sie als die erfolgreichste Zeichentrickserie, bis sie 1997 von den Simpsons eingeholt wurde. Zunächst liefen sechs Staffeln vom 30. September 1960 bis 1966 auf dem amerikanischen Fernsehsender ABC in der „Primetime“ (Hauptsendezeit), bis die Serie anschließend Teil der „Saturday morning cartoons“ wurde.

## Inhalt
Die Serie spielt in der steinzeitlichen Stadt Steintal (in den neuen Synchronfassungen Felsental) (OT: Bedrock), deren Gesellschaft mit der amerikanischen Mittelschicht des 20. Jahrhunderts vergleichbar ist.
In dieser Stadt leben eiszeitliche Tiere wie Säbelzahntiger und Mammuts, aber auch Dinosaurier (die tatsächlich beim Auftauchen des modernen Menschen schon seit 65 Millionen Jahren ausgestorben waren) zusammen mit Höhlenmenschen, die aber über angepasste heutige Technik verfügen. Die Figuren fahren Fahrzeuge aus Steinen, Holz und Tierfellen, wobei die eigenen Füße als „Motor“ eingesetzt werden. Dass die Serie in der Steinzeit spielt, hielt die Macher nicht davon ab, eine Weihnachtsepisode sowie weitere Weihnachtsspecials zu produzieren.
Viele Gags beruhen darauf, dass immer wieder Tiere als Gerätschaften herhalten müssen, wie zum Beispiel ein Mammut als Wasserhahn bzw. Geschirrspüler, eine Schildkröte als Rasenmäher, ein Reiher als Heckenschere, oder ein Specht als „Plattenspieler“. Oft kommt es vor, dass diese Tiere unmittelbar nach ihrem „Gebrauch“ die vierte Wand durchbrechen, indem sie in die Kamera schauen und Kommentare an den Zuschauer abgeben; meist beklagen sie sich darüber, wie sehr sie ihren „Job“ hassen. Ein weiteres Merkmal ist, dass die Namen berühmter Personen mit zur Steinzeit passenden Ausdrücken verbunden werden und einen neuen Namen bilden. So wird der Schauspieler Tony Curtis zu Stoney Curtis.
Die Show bezieht sich mit der Aufteilung der vier Hauptfiguren direkt auf die Serie The Honeymooners aus dem Jahr 1955. Der aufbrausende Titelheld Fred Feuerstein (OT: Fred Flintstone), dessen Ausruf Yabba Dabba Doo! weltberühmt ist, seine geduldige Frau Wilma Feuerstein, geborene Schotterhaufen (OT: Slaghoople), und deren freundliche Nachbarn Betty, geborene McBackstein (OT: McBricker), und Barney Geröllheimer (OT: Betty & Barney Rubble). Später kamen noch Freds und Wilmas Tochter Pebbles (englisch für Kiesel, siehe auch Geröllgerät) sowie der adoptierte, ungewöhnlich starke Junge der Geröllheimers, Bamm-Bamm, hinzu. Die Feuersteins besitzen zudem einen Hausdinosaurier namens Dino und ihre Nachbarn ein känguruähnliches Tier (Hopperuh aus Steintralien) namens Hoppy. Fred arbeitet in einem Steinbruch und hatte über die Jahre diverse Vorgesetzte, der wohl bekannteste ist Mr. Schiefer (OT: Mr. Slate).
In den späteren Staffeln erschienen zudem noch die Schaudersteins (OT: The Gruesomes), Nachbarn von Gegenüber, die stark von den Serien The Addams Family und The Munsters inspiriert wurden, sowie Galaxius vom Saxilus (The Great Gazoo), ein kleiner Außerirdischer, der auf der Erde notgelandet ist und Fred und Barney in allen möglichen Notlagen zur Seite steht, auch gegen deren Willen. In der deutschen Version spricht er mit markantem sächsischem Dialekt. Überhaupt wird in der Synchronfassung gern mit Dialekten gespielt – galante Kavaliere und Filmproduzenten sprechen oft mit Wiener, exotische Charaktere häufig mit schlesischer Sprachfärbung.
Freds Stimme wurde ihm von Alan Reed (in der ersten deutschen Fassung von Eduard Wandrey, danach Heinz-Theo Branding in der 2. Fassung) geliehen (später auch von Engelbert von Nordhausen) und Barney bekam seine Stimme für fünf Staffeln von Mel Blanc (in der deutschen Version ist die Stimme von Gerd Duwner zu hören). In den ersten Folgen der zweiten Staffel wurde Barney von Daws Butler gesprochen, da Mel Blanc aufgrund eines Autounfalls mit fast tödlichem Ausgang im Bett liegen musste. Die Ähnlichkeiten mit den Honeymooners bestanden deshalb, weil Alan Reed Fred Feuerstein basierend auf der Jackie-Gleason-Interpretation von Ralph Kramden sprach und Mel Blancs Stimme für Barney denselben Stil hatte wie die von Art Carney, der Ed Norton in Die Honeymooners spielte.
Während des Abspanns versucht Fred, den jungen, als Hauskatze dienenden Säbelzahntiger (OT: Baby Puss) für die Nacht nach draußen zu bringen, schafft es aber nicht, da der Tiger durchs Fenster wieder ins Haus springt und anschließend Fred vor die Tür setzt. Daraufhin hämmert dieser lautstark an die Tür und brüllt: „Wiiil-maaa!“ In der 1962er-Serie Die Jetsons wurde das Prinzip der Feuersteins ins Weltall übertragen, auch hier ruft die Hauptfigur George am Ende jeder Folge seine Frau Jane, da er auf einem Laufband, das außer Kontrolle geraten ist, festsitzt.

## Entstehung und Produktion
William Hanna und Joseph Barbera, die vorher Kino-Vorfilme für MGM erarbeitet hatten (Tom und Jerry), machten sich 1957 selbstständig. Mit Ruff and Reddy produzierten sie ihre erste Zeichentrickserie direkt für das Fernsehen. Danach folgte mit Hucky und seine Freunde (OT: The Huckleberry Hound Show) der Durchbruch auf dem Fernsehmarkt. Mit der Serie The Flintstones wollten sie dann eine Zeichentrickserie produzieren, die sowohl für Kinder als auch für Erwachsene interessant sein sollte.
Im Original sollten die Flintstones zuerst The Flagstones (etwa Die Steinfliesen) heißen und ein kurzer animierter Film einer modernen Steinzeitfamilie wurde den Sponsoren und dem Sender vorgeführt. Nachdem die Serie in Auftrag gegeben wurde, nannte man die Familie kurzzeitig in The Gladstones (etwa Die Freudensteins) um, Hanna-Barbera entschied sich aber schließlich für „The Flintstones“ (Die Feuersteins).
Obwohl die meisten Episoden eigenständige Geschichten waren, konnte es vorkommen, dass sich über mehrere Folgen ein Spannungsbogen hielt. Die Familie Feuerstein war eine der ersten Zeichentrickserien, die diese Neuerung enthielt. Das wohl bekannteste Beispiel dafür ist die Schwangerschaft von Wilma und die anschließende Geburt von Pebbles, in der Episode Freudige Überraschung (OT: The Surprise) in der dritten Staffel. Familie Feuerstein war die erste animierte Serie, die sich mit dem Thema Unfruchtbarkeit befasste. In der Episode Der kleine Bamm-Bamm 	(OT: Little Bamm-bamm) der vierten Staffel adoptierten Barney und Betty auf Grund dieser Unfruchtbarkeit den kleinen Kraftprotz Bamm-Bamm.
Die Serie war zunächst an das erwachsene Publikum gerichtet, da die erste Staffel von der Zigarettenmarke Winston gesponsert wurde und auch die Figuren in mehreren Fernsehwerbespots für Winston auftraten.
Der berühmte Titelsong Meet the Flintstones wurde erst mit der dritten Staffel (1962–1963) eingeführt, jedoch konnten frühere Versionen des Musikstückes bereits als Hintergrundmusik in diversen Folgen gehört werden. Das instrumentale Thema für die ersten zwei Staffeln hieß Rise and Shine und war an die Musik von Bugs Bunny angelehnt. Neuere Versionen der Serie haben das Thema Meet the Flintstones in jeder der sechs Staffeln. In den 1990er Jahren bekamen die ersten beiden Staffeln wieder das Original Rise and Shine inklusive der Zigarettenwerbung zurück.
Die Staffeln eins und zwei wurden noch in schwarz-weiß ausgestrahlt, erst mit der ersten Folge der dritten Staffel Dino wird Fernsehstar (OT: Dino Goes Hollyrock) am 14. September 1962 wurde die Serie farbig.
Nach Absetzung der Serie 1966 kam der erste Kinofilm der Feuersteins auf die Leinwand. In Fred Feuerstein lebt gefährlich (Alternativtitel: Mister Feuerstein lebt gefährlich, OT: The Man Called Flintstone) spielt Fred einen Geheimagenten und parodiert mit seiner Darstellung unter anderem James Bond.
Die Serie bekam ihr erstes Revival in den 1970er Jahren mit der Show Die Feuerstein Comedy Show (1972, OT: The Flintstone Comedy Hour), in der Pebbles und Bamm-Bamm bereits zu Teenagern herangewachsen sind. Weitere Serien entstanden, mit Fred und Barney als Polizisten, den Feuersteins als Kleinkindern (The Flintstone Kids, 1986), Fred und Barney als Marvel-Superhelden oder Feuerstein Junior - Die Abenteuer von Bamm-Bamm und Pebbles (OT: Cave Kids: Pebbles & Bamm Bamm, 1996).
1997 brachen Die Simpsons den Flintstone-Rekord für die Zeichentrickserie, die am längsten in der Primetime lief. In einer Vielzahl von Episoden der Simpsons gibt es offensichtliche oder versteckte Anspielungen auf die Familie Feuerstein. Zum Beispiel werden in der Folge Homer kommt in Fahrt  die Anfangssequenz, das Opening und das Titellied der Flintstones parodiert. In Anlehnung an Barney Rubble gibt es bei den Simpsons Barney Gumble.
In Deutschland erschienen zwischen 1967 und 2000 verschiedene Druckfassungen.

## Musik
Die Titelmelodie stammt ursprünglich von Ludwig van Beethoven und ist im Adagio aus der Sonate für Klavier Nr. 17 in d-Moll op. 31 Nr. 2, „Der Sturm“.
In der Serie spielte Musik immer eine wichtige Rolle. In vielen Episoden wurden Hits der damaligen Zeit im Original oder etwas umgedichtet von Fred, Barney oder einem Gaststar gesungen. Eine der ersten Gesangseinlagen war der Song When the Saints Go Marching In, gesungen von Fred in der zweiten Episode der ersten Staffel Fröhliche Musikanten (OT: Hot Lips Hannigan).
Mit dem Voranschreiten der Serie wurde deutlich, dass Fred ein sehr talentierter Sänger ist und zudem noch ein schwerhöriger. Die Stimmen von Fred und Barney, Alan Reed und Mel Blanc, sangen selbst auch einige Zeilen. Für die restlichen Lieder bekamen die zwei Hauptcharaktere aber eigene Gesangsspezialisten.
Viele der Original-Songs wurden von Hoyt Curtin komponiert, der später auch bei Scooby-Doo und Yogi Bär Hand anlegte.
Lieder, die man liebevoll in Erinnerung behält, sind zum Beispiel der Song The Bedrock Twitch, gesungen zum einen von Synchronsprecher Daws Butler und zum anderen von der Gruppe The B-52’s in der ersten Realverfilmung der Feuersteins. Weitere Stücke, die man nicht gleich mit den Flintstones in Verbindung bringt, sind die Songs Happy Anniversary und Open Up Your Heart and Let the Sunshine In. Zweiterer ist auch auf der Sampler-CD Saturday Morning Cartoon's Greatest Hits, gespielt von der Band Frente!, enthalten.
Im Jahr 1961 wurde eine Platte speziell für Kinder produziert, auf der die Stimmen der Charaktere verschiedene Lieder singen. Das Lied Meet the Flintstones in der Interpretation der Randy Van Horne Singers wurde daraufhin, mit dem Beginn der dritten Staffel, als Titelsong der Serie verwendet.
Die Simpsons führen die Tradition von Musik zwischen den Handlungssträngen weiter.

## Synchronisation
| Rolle (Deutsch)        | Rolle (Englisch) | Originalsprecher                 | Deutsche Sprecher ARD                      | Deutsche Sprecher Sat.1 |
| ---------------------- | ---------------- | -------------------------------- | ------------------------------------------ | ----------------------- |
| Fred Feuerstein        | Fred Flintstone  | Alan Reed                        | Eduard Wandrey, Klaus W. Krause (5 Folgen) | Heinz Theo Branding     |
| Barney Geröllheimer    | Barney Rubble    | Mel Blanc Daws Butler (5 Folgen) | Gerd Duwner                                | Gerd Duwner             |
| Wilma Feuerstein       | Wilma Flintstone | Jean Vander Pyl                  | Ilse Kiewiet, Inge Landgut                 | Christel Merian         |
| Betty Geröllheimer     | Betty Rubble     | Bea Benaderet Gerry Johnson      | Ingeborg Wellmann                          | Ingeborg Wellmann       |
| Bamm-Bamm Geröllheimer | Bamm-Bamm Rubble | Don Messick                      |                                            | Constanze Harpen        |
| Dino                   | Dino             | Mel Blanc                        |                                            | Wolfgang Ziffer         |
| Mr. Schiefer           | Mr. Slate        | John Stephenson                  | Herbert Grünbaum                           | Karl-Ulrich Meves       |

Die Serie wurde im Auftrag der ARD in den 1960er und 1970er Jahren bei der Telesynchron in Berlin bearbeitet. Buch und Dialogregie lagen in den Händen von Alexander Welbat. Insgesamt wurden 49 der 166 Episoden ausgestrahlt. Fred wird in diesen Folgen meistens von Eduard Wandrey gesprochen. In vier Folgen der 5. Staffel und einer Folge der 6. Staffel wurde Fred allerdings von Klaus W. Krause synchronisiert. Es ist unbekannt, ob Krause als zwischenzeitliche Vertretung engagiert wurde oder in den ersten bzw. letzten Folgen der ARD-Phase zu hören war, da die genauen Daten der Synchronisation nicht überliefert sind. Ingeborg Wellmann und Gerd Duwner waren in allen Folgen die Sprecher von Betty und Barney Geröllheimer. Wilma Feuerstein wurde zunächst von Ilse Kiewiet gesprochen, bevor Inge Landgut die Rolle übernahm.
In den 1980er Jahren wechselte die Serie ins Privatfernsehen und wurde im Auftrag der PKS (bzw. von Sat.1) von der ebenfalls in Berlin ansässigen Arena Synchron ins Deutsche übertragen. Buch und Dialogregie lagen in der Hand von Thomas Keck. Er peppte die Dialoge mit den für ihn typischen Sprachschöpfungen („Spruchweistümern“) auf. Fred und Wilma erhielten mit Heinz Theo Branding und Christel Merian neue Stimmen, während die Familie Geröllheimer ihre ARD-Sprecher behielt.
Die 1., 2. und 6. Staffel enthalten jeweils 7 Folgen aus der ARD-Phase, die 5. enthält 12 Folgen. Die 3. Staffel enthält ausschließlich Episoden mit Branding für Fred Feuerstein. In der 4. Staffel ist dagegen Eduard Wandrey in 16 der 26 Folgen zu hören.
Bereits in den 1990er Jahren kam alternativ zu Branding auch Engelbert von Nordhausen als Fred-Sprecher zum Einsatz bei diversen Neusynchronisationen von Specials und Serienablegern, für die die Berliner Firma Deutsche Synchron verantwortlich zeichnete.
Auf den deutschsprachigen DVD-Versionen sind drei Folgen der 1. Staffel nur in einer Neusynchronisation mit Branding für Fred und Michael Habeck für Barney zu hören. Habeck hatte damals bereits mehrere Synchronrollen des verstorbenen Gerd Duwner übernommen. Die erste Folge (Flugversuch) war ursprünglich mit Wandrey/Duwner synchronisiert worden; die 7. und 14. (Der Babysitter und Selbst ist die Frau) mit Branding/Duwner. Die älteren Synchronisationen zu diesen drei Folgen werden aber noch regelmäßig von dem Pay-TV-Sender Boomerang ausgestrahlt. Bei der vorletzten Free-TV-Ausstrahlung auf dem Disney Channel wurde die Neusynchronisation gezeigt.

## Familie-Feuerstein-Serien und Ableger

### Fernsehserien
- Familie Feuerstein (Originaltitel: The Flintstones, 1960–1966)
- The Pebbles and Bamm-Bamm Show (1971/1972): Pebbles & Bamm-Bamm als Teenager
- Die Feuerstein Comedy Show (OT: The Flintstone Comedy Hour, 1972/1973): Neue Episoden mit Pebbles & Bamm-Bamm, kombiniert mit Fred-&-Barney-Segmenten, sowie die Songs der Woche
- The New Fred and Barney Show (1979): Samstag-Morgen-Revival der Original-Serie. Wiederholungen der alten Episoden, plus den neuen Segmenten Fred and Barney Meet the Thing und Fred and Barney Meet the Shmoo
- Fred & Barney Meet The Thing (1979): Die Feuersteins und das Marvel-Universum, aber ohne Crossover beider Segmente[5]
- Feuersteins Lachparade (OT: The Flintstones Comedy Show, 1980–1982): Eine 90-minütige Samstag-Morgen-Sendung, die folgende Segmente beinhaltete:
  - Die Abenteuer der Familie Feuerstein und Frankenstein (OT: Flintstone Meet Frankenstones Family Adventures): Ein Segment mit den monster-ähnlichen Nachbarn ähnlich der Originalserie
  - Hauptmann Höhlenmann und die Polizisten von Felsental (OT: Captain Caveman and the Bedrock Cops): Hauptmann Höhlenmann, Gazoo, Mr. Polizei, Shmoo und der Steinzeit-Direktor als Polizisten
  - Dino und die Grottenmaus (OT: Dino and the Cavemouse): Dino jagt eine Maus, ähnlich Tom und Jerry
  - Pebbles, Dino und Bamm-Bamm (OT: Pebbles, Dino and Bamm-Bamm): Die zwei Teenager und ein Haustier-Dino. Da die Serie in Deutschland von 90 auf 30 Minuten gekürzt wurde, gibt es nicht 18, sondern 54 Folgen.
- Die Flintstone Kids (OT: The Flintstone Kids, 1986–1988): Die Charaktere des Originalcartoons als Kinder
  - Fred und seine Familie (OT: The Flintstone Funnies): Fred, Barney, Wilma und Betty samt Freunden
  - Der Haustier-Dinosaurier Dino (OT: Dino Dilemmas): Ein kleiner Dinosaurier namens Dino
  - Hauptmann Höhlenmann und Sohn (OT: Captain Caveman and Son): Zwei Superhelden der Steinzeit
- Feuerstein Junior - Die Abenteuer von Bamm-Bamm und Pebbles (OT: Cave Kids, 1996): Eine Serie für Kleinkinder mit Pebbles und Bamm-Bamm als Babys

### Kinofilme
- Fred Feuerstein lebt gefährlich (Alternativtitel: Mister Feuerstein lebt gefährlich, OT: The Man Called Flintstone, 1966) (Zeichentrick)
- Flintstones – Die Familie Feuerstein (1994, Realfilm)
- Die Flintstones in Viva Rock Vegas (2000, Realfilm)

### Fernsehfilme und Specials (Auszug)
- Die Jetsons treffen Familie Feuerstein (Alternativtitel: Die Jetsons treffen die Flintstones, OT: The Jetsons Meet the Flintstones, 1987)
- Familie Feuerstein: Yabba-dabba-doo (OT: The Flintstones: I Yabba-Dabba Do!, 1993)
- Die Stars von Hollyrock (OT: Hollyrock-A-Bye Baby, 1993)
- Familie Feuerstein – Weihnachten im Steintal (= Videotitel; Alternativtitel der Fernsehsynchronisation: Steihnachten bei Familie Feuerstein, OT: A Flintstone Family Christmas, 1993)
- Freds Weihnachtsshow (OT: A Flintstones Christmas Carol, 1994)
- The Flintstones On The Rocks (2001)
- The Flintstones & WWE: Stone Age Smackdown! (2015)